# Cantón de Buzançais
El cantón de Buzançais es una circunscripción electoral francesa situada en el departamento de Indre, en la región de Centro-Valle del Loira.

## Geografía
Este cantón está dispuesto alrededor de Buzançais, en el distrito de Châteauroux. Su altitud varía de 79 m s. n. m. (Saint-Cyran-du-Jambot) a 196 m s. n. m. (Palluau-sur-Indre).

## Composición
Desde la reforma de 2015, el cantón de Buzancais es una circunscripción electoral. Actualmente incluye las siguientes 20 comunas:
| Comuna                | Habitantes (2018) | Código postal | Código Insee |
| --------------------- | ----------------- | ------------- | ------------ |
| Argy                  | 603               | 36500         | 36007        |
| Arpheuilles           | 222               | 36700         | 36008        |
| Buzançais             | 4 528             | 36500         | 36031        |
| Châtillon-sur-Indre   | 2 464             | 36700         | 36045        |
| Chezelles             | 467               | 36500         | 36050        |
| Cléré-du-Bois         | 239               | 36700         | 36054        |
| Clion                 | 1 014             | 36700         | 36055        |
| Fléré-la-Rivière      | 544               | 36700         | 36074        |
| La Chapelle-Orthemale | 106               | 36500         | 36040        |
| Le Tranger            | 178               | 36700         | 36225        |
| Murs                  | 128               | 36700         | 36136        |
| Niherne               | 1 586             | 36250         | 36142        |
| Palluau-sur-Indre     | 790               | 36500         | 36149        |
| Saint-Cyran-du-Jambot | 192               | 36700         | 36188        |
| Saint-Genou           | 961               | 36500         | 36194        |
| Saint-Lactencin       | 415               | 36500         | 36198        |
| Saint-Maur            | 3 202             | 36250         | 36202        |
| Saint-Medard          | 50                | 36700         | 36203        |
| Sougé                 | 144               | 36500         | 36218        |
| Villedieu-sur-Indre   | 2 694             | 36320         | 36241        |

En el caso de la comuna de Saint-Maur se excluye la comuna delegada de Villers-les-Ormers, que pertenece al cantón de Levroux.

## Demografía
| 1962   | 1968   | 1975   | 1982   | 1990   | 1999   | 2006   | 2007   |
| ------ | ------ | ------ | ------ | ------ | ------ | ------ | ------ |
| 11 979 | 13 125 | 12 761 | 12 078 | 11 778 | 11 532 | 11 956 | 12 042 |